# Schierschwende

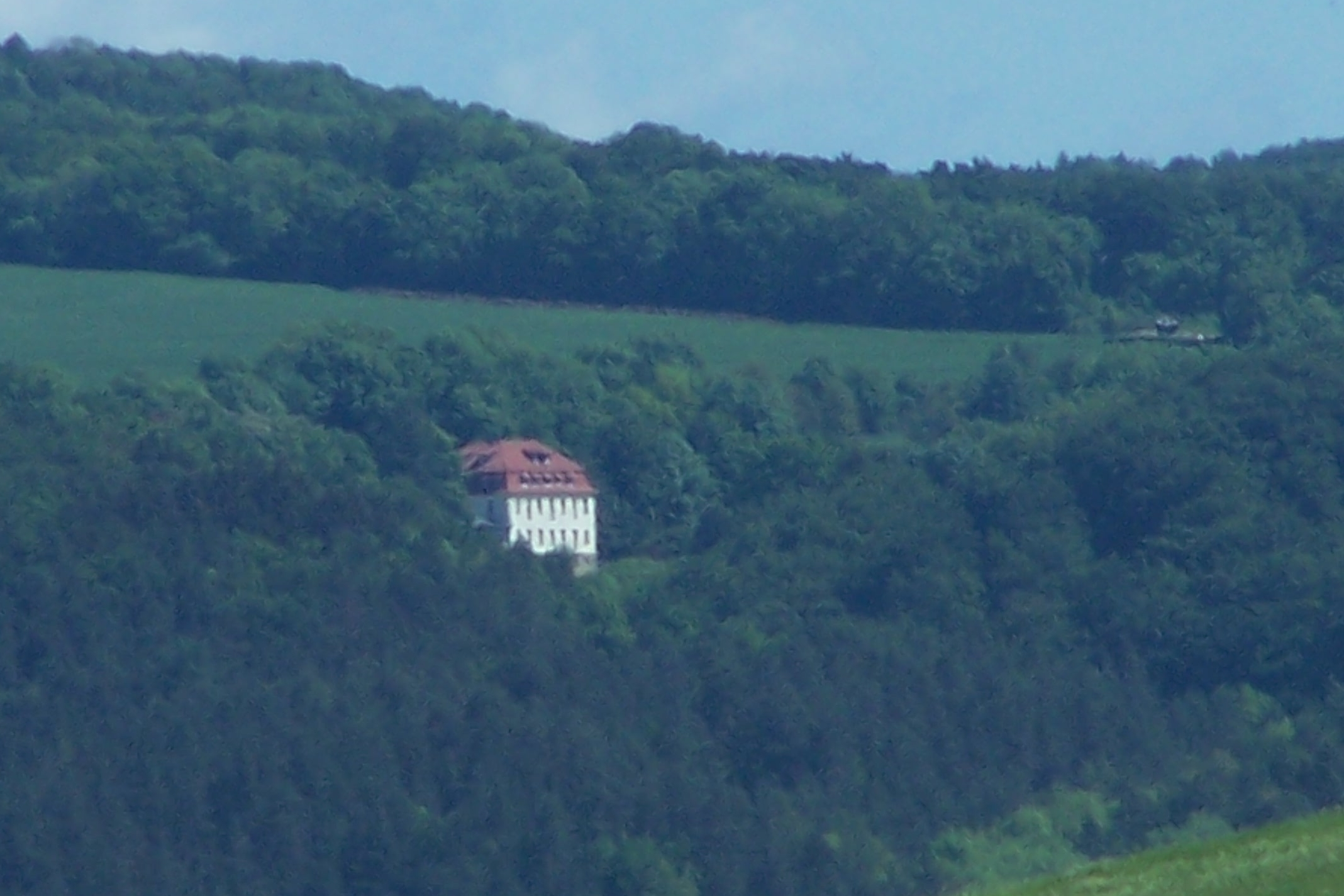
Das als Landschulheim bekannte Weiße Haus von Schierschwende beim Gut Schönberg

Schierschwende ist ein Ortsteil der Landgemeinde Südeichsfeld, gehörte aber nicht zum historischen Eichsfeld. Er liegt im Unstrut-Hainich-Kreis in Thüringen und hat etwa 130 Einwohner.

## Geografie
Schierschwende liegt im äußersten Westen des Unstrut-Hainich-Kreises, etwa zwei Kilometer südöstlich von Wendehausen und etwa 13 km südwestlich der Kreisstadt Mühlhausen. Die Umgebung des Ortes wird durch eine Mittelgebirgslandschaft und von einem Seitental des Haselbaches, einem Zufluss der Werra geprägt. Als höchste Erhebung gilt der Berg Lindenhecke 447,3 m ü. NN, der dort befindliche Aussichtspunkt zählt zu den Sehenswürdigkeiten des Ortes. Der Panoramablick reicht bis zum Kamm des Thüringer Waldes und zum Hainich. Im Nordosten befindet sich der Dörnerberg (478 m) und im Süden der Schönberg (ca. 400 m).
Knapp zwei Kilometer südlich von Schierschwende nahe der Straße nach Falken befindet sich das Gut Schönberg auf dem gleichnamigen Berg. Die Kleinsiedlung Schönberg gilt heute als der südlichste Punkt des Eichsfeldes.

## Geschichte
Der Ort wurde erstmals 1545 urkundlich erwähnt, wurde aber bereits 1390 und 1407 in Wüstungsurkunden genannt. Schierschwende gehörte zum sächsischen Teil der Ganerbschaft Treffurt an, es war an die Herrn von Keudel zu Falken als Lehen ausgegeben, diese hatten bis 1830 auch das dortige Gut Schönberg in Besitz.
Der in Falken lebende Joachim von Keudell suchte 1543 für sein damals als Wüstung bezeichnetes Land auf dem Schönberg Neubauern und bot jedem Ansiedler 6 Acker Land und einen Bauplatz zur Ansiedlung. An einer Straßenkreuzung außerhalb der Ortschaft wurde das beliebte Gasthaus „Gute Hoffnung“ erbaut. Schon um 1800 war der kleine Ort Schönberg bis auf das Gut wieder entvölkert. Bis 1824 galt Schierschwende noch als ein Ortsteil von Falken und erhielt dann seine Eigenständigkeit als politische Gemeinde zusammen mit Schönberg und einem Schulzen. Die Gutswirtschaft Schönberg wurde 1830 von der Familie Osburg aufgekauft, sie führten die Landwirtschaft fort. 
In den 1860er Jahren wurde ein Teil vom ehemals Keudelschen Gutsbesitz an eine Frau Graf verkauft, sie begründete eine gut besuchte Kuranstalt und ließ auch den Südhang vom Schönberg mit Spazierwegen und einem Pavilion ausstatten.
Da im Ort keine Kirche gab, gingen die evangelischen Bewohner nach Falken zur Kirche und die katholischen Gläubigen besuchten die Messe in Wendehausen. Die erste Schule in Schierschwende wurde 1839 eröffnet, wo von 1855 bis 1860 der Pädagoge Friedrich Polack wirkte. In den folgenden Jahren erhielt der Ort starken Zuzug aus den katholischen Nachbarorten, so dass die Katholiken die Mehrheit im Ort stellten. Nun wurde auch ein Lehrer von der katholischen Kirchgemeinde Wendehausen bestellt. 1899 wurde im Ort mit finanzieller Unterstützung eines ausgewanderten Einwohners eine katholische Kirche gebaut.
Am 21. April 1995 wurde Schierschwende von Falken in die neue Gemeinde Katharinenberg im Unstrut-Hainich-Kreis eingegliedert. Mit deren Auflösung kam der Ort am 1. Dezember 2011 zur Landgemeinde Südeichsfeld.

## Gut Schönberg
Zwischen 1263 und 1285 wurde der Ort als Sconenberc des mainzischen Amtes Falken erwähnt. In einem Lehnsbrief der Thüringer Landgrafen von 1390 für die Herren von Keudel wurden die Höfe Schönberg, Tabenthal und Schieschwende zusammen mit den Dörfern falken, Schnellmannshausen und Scherbda genannt. Erbaut wurde es um 1400 von Rudolf und Heinrich von Keudel. 1756 wurde Otto Wilhelm von Keudel als Erb- und Gerichtsherr auf Falken, Schierschwende, Schönberg und Taubenthal genannt. Bis zum 19. Jahrhundert blieb das Gut im Familienbesitz, bevor zu späteren Zeiten die Besitzer häufiger wechselten. Als die Familie Osburg das Gut Schönberg zum Verkauf anboten erwarb die Familie Scharfenberg das Gut.
1933 gehörte es Helene Jahn, bevor das Naziregime dort ein Arbeitsdienstlager einrichtete. Anfang 1945 kurz vor Kriegsende wurden beim Gut Schönberg wichtige Akten des deutschen Außenministeriums versteckt, darunter sollen sich Akten des Hitler-Stalin-Paktes und die Akte zu Eduard VIII., dem Duke of Windsor befunden haben. Obwohl die Gegend von amerikanischen Besatzungstruppen besetzt wurde, werden im Mai 1945 diese Akten durch Britische Militärangehörige geborgen. Im Juli 1945 rücken schließlich 300 sowjetische Soldaten als Besatzungsmacht an. Im DDR-Grenzgebiet liegend wurde es als Altersheim genutzt.
Zum ehemaligen Rittergut Schönberg gehört heute ein Landwirtschaftsbetrieb und im ehemaligen Herrenhaus befindet sich eine Jugendwerkstatt.

## Kultur und Sehenswürdigkeiten
Zu den Sehenswürdigkeiten im Ort zählt die 1899 erbaute katholische Kirche, das Gut Schönberg  und ein Wetterkreuz in der Flur. Zu Schierschwende gehörte auch die im weiten Umkreis bekannte Ausflugsgaststätte Gute Hoffnung, ursprünglich eine Schankwirtschaft und Rastplatz an einer Treffurt-Mühlhäuser Handelsstraße. An dieser befand sich nach örtlicher Überlieferung auch ein mittelalterliches Siechenhaus.
Das Drachenfest in Schierschwende wird seit 1997 im September veranstaltet. Auf den abgeernteten Feldern an der Lindenhecke – einer besonders windigen Ecke der Flur – treffen sich Kinder und Jugendliche mit selbstgebauten Drachen unterschiedlichster Bauformen zu einem Wettkampf, der von zwei ortsansässigen Firmen organisiert wird. Das Dorffest wird inzwischen auch durch einen Drachenbauverein unterstützt.

## Sonstiges
- Ein kurioser Kriminalfall entzweite 1740 die Bewohner von Schierschwende und Wendehausen: Eine als katholische „Nonne“ bezeichnete Frau, die von der Propstei Zella „entflohen“ sei, um zum protestantischen Glauben überzutreten, hatte man in Schierschwende entdeckt. Der mainzische Amtmann rückte bald mit einer aus Wendehausen zusammengerufenen Mannschaft junger Bauernburschen in den Ort Schierschwende ein und forderte die bedingungslose Auslieferung der Nonne, was die eingeschüchterten Bewohner aus Angst vor Prügeln auch taten. Die Frau wurde nach Diedorf abgeführt und dort arrestiert. Der sächsische Amtmann in Treffurt protestierte wegen dieser Eigenmächtigkeit in aller Form und informierte die sächsische Landesregierung im fernen Dresden. Noch vor dem Antwortschreiben war die falsche „Nonne“ wieder in Schierschwende erschienen, man hatte sie als Trickbetrügerin entlarvt und sich ihrer kommentarlos entledigt. Nun nahm das Verhängnis seinen weiteren Lauf, denn die sächsische Regierung pochte auf den Ganerbschaftsvertrag und nötigte der Mainzer Verwaltung als Buße die Übergabe weiterer Rechte im Ort Wendehausen ab, so erhielt dieser Ort einen zweiten Schultheiß und musste ihn auf Gemeindekosten besolden.[4]

## Persönlichkeiten
- Josef Osburg (1923–2009), Diplom-Mathematiker, Generaldirektor der Versicherungsgruppe Alte Leipziger
- Heinrich Döring (1933–2025), Theologe und Hochschullehrer